# Hemiberlesia pitysophila
Hemiberlesia pitysophila är en insektsart som beskrevs av Sadao Takagi 1969. Hemiberlesia pitysophila ingår i släktet Hemiberlesia och familjen pansarsköldlöss. Inga underarter finns listade i Catalogue of Life.